# Scorpidium
Scorpidium (deutsch Skorpionsmoose) ist eine Moosgattung aus der Ordnung der Hypnales. Der Name bezieht sich auf die aufgeschwollenen, verdickten und gekrümmten Astenden, die an den Hinterleib eines Skorpions erinnern.

## Merkmale
Es sind mittelkräftige bis kräftige, manchmal rötlich getönte Pflanzen mit spärlich verzweigten Stämmchen. Der Stämmchenquerschnitt zeigt einen schmalen Zentralstrang und eine Hyalodermis. Die Beblätterung ist dachziegelartig bis geschwollen-kätzchenförmig. Die breit-lanzettlichen bis eiförmigen, allmählich bis rasch in die Spitze verschmälerten, hohlen Blätter sind einseitswendig bis sichelförmig und nicht faltig. Die Blattrippe ist einfach oder kurz und doppelt bis fehlend. Die wenigen Blattflügelzellen sind aufgeblasen und hinfällig, die Zellen der Blattmitte linealisch.
Die Geschlechterverteilung ist diözisch oder autözisch. Kapseln sind aufrecht oder waagrecht.

## Verbreitung
Die Vertreter der Gattung kommen vor in der Holarktis, im westlichen bis südlichen Südamerika und in Australien.

## Systematik
Die Abgrenzung der Gattung wird unterschiedlich gesehen. Nach Frey werden ihr 4 Arten zugerechnet.
Die in Europa vertretenen Arten sind:
- Scorpidium cossonii (Gelbgrünes Skorpionsmoos)
- Scorpidium revolvens (Rollblättriges Skorpionsmoos)
- Scorpidium scorpioides (Echtes Skorpionsmoos)